# 无耳兰属
无耳兰属（学名：Anota）是兰科下的一个属，为附生兰。该属共有无耳兰（Anota hainanensis）与密花无耳兰（Anota densifilora）两种，均产中国。